# Lucio Julio Faustiniano
Lucio Julio Faustiniano (en latín: Lucius Julius Faustinianus) fue un político y senador del Imperio Romano a principios del siglo III.
Alrededor de 207-209/210 fue gobernador de la provincia de Moesia Inferior.